# Grafična fakulteta v Zagrebu
Grafična fakulteta (izvirno hrvaško Grafički fakultet u Zagrebu), s sedežem v Zagrebu, je fakulteta, ki je članica Univerze v Zagrebu.